# The Banshees of Inisherin
The Banshees of Inisherin (bra: Os Banshees de Inisherin; prt: Os Espíritos de Inisherin) é um filme de comédia dramática de 2022 escrito e dirigido por Martin McDonagh. É estrelado por Colin Farrell, Brendan Gleeson, Kerry Condon e Barry Keoghan.
The Banshees of Inisherin estreou no Festival Internacional de Cinema de Veneza em 5 de setembro de 2022, e foi lançado nos Estados Unidos em 21 de outubro de 2022, distribuído pela Searchlight Pictures.

## Enredo
No final da Guerra Civil Irlandesa em 1923, na fictícia ilha irlandesa de Inisherin (cujo nome pode ser traduzido literalmente como "a ilha da Irlanda"), o violinista e músico de folk Colm Doherty (Brendan Gleeson) começa a ignorar seu melhor amigo e companheiro de bebida Pádraic Súilleabháin (Colin Farrell). Colm decidiu que Pádraic, apelidado de "um dos mocinhos da vida" e respeitado pelos ilhéus, é muito enfadonho para ele e prefere passar o resto de sua vida compondo músicas e fazendo coisas pelas quais será lembrado. A vida de Pádraic vira de cabeça para baixo com a perda de seu amigo, recusando-se a aceitar a rejeição, mas Colm só se torna mais resistente às tentativas de seu velho amigo de fazer as pazes. Colm acaba dando um ultimato a Pádraic: toda vez que Pádraic vier falar com ele, Colm cortará um de seus próprios dedos. Neste ponto, Pádraic se pergunta se Colm está doente (o padre local (David Pearse) questiona Colm sobre o desespero).
O guarda local, Peadar (Gary Lydon), bate severamente em seu filho problemático e tolo, Dominic (Barry Keoghan), e Pádraic e sua irmã Siobhán (Kerry Condon) levam Dominic para passar a noite. Ao entregar leite no mercado, Pádraic é insultado por Peadar e retalia tornando público o fato de Peadar abusar de seu filho. Peadar o soca no chão. Tendo testemunhado isso, Colm coloca Pádraic de volta em sua carroça e o leva para casa; os dois não falam. Embora Siobhán e Dominic tentem neutralizar a rivalidade da dupla, seus esforços são inúteis. Pádraic confronta Colm bêbado no bar por sua falta de "gentileza", também castigando Peadar pelo fato de ele molestar Dominic. Colm comenta que este é o Pádraic mais interessante que já foi e murmura: "Acho que gosto dele de novo agora." Na manhã seguinte, sem se lembrar do que disse, Pádraic tenta se desculpar com Colm, mas a conversa vai mal e Colm responde cortando o dedo indicador esquerdo e jogando-o na porta de Pádraic.
Depois que Pádraic vê Colm se encontrando com um violinista (John Carty), Pádraic engana o violinista para que volte para casa mentindo sobre seu pai ter sido atropelado por uma van. À medida que as tensões pioram, a anciã local Sra. McCormick (Sheila Flitton) avisa Pádraic que a morte chegará à ilha em breve. Enquanto isso, Siobhán rejeita com simpatia os avanços românticos de Dominic. Pádraic conta a Dominic o que fez ao violinista, e Dominic expressa sua decepção com o comportamento de Pádraic. Pádraic se convence de que isso o tornará interessante o suficiente para Colm e visita Colm para confrontá-lo por ser frio com ele. Colm revela que terminou de compor sua música, que chama de "The Banshees of Inisherin". Pádraic acha que eles chegaram a um ponto de reconciliação e convida Colm para ir ao bar, mas antes de sair, Pádraic menciona que mentiu para o violinista para tirá-lo da ilha. Em vez de encontrar Pádraic no pub, Colm corta todos os quatro dedos restantes da esquerda e os joga na porta de Padraic.
Cansada da vida na ilha e enojada com a rivalidade de Pádraic e Colm, Siobhán se muda para o continente para trabalhar em uma biblioteca. Pádraic chega em casa e encontra seu burro de estimação Jenny engasgado e morto com um dos dedos. Ele rastreia Colm e diz que vai queimar sua casa no dia seguinte às 14h, independentemente de Colm estar nela. No dia seguinte, Pádraic ateia fogo na casa de Colm conforme prometido. Pádraic olha pela janela e vê Colm sentado calmamente dentro do prédio em chamas. Pádraic vai embora, levando o cachorro de Colm, Sammy, com ele. Peadar vai até a casa de Pádraic, mas é levado pela Sra. McCormick, que o leva até o cadáver de Dominic flutuando no lago próximo. Na manhã seguinte, Pádraic, com Sammy, encontra Colm parado na praia ao lado de sua casa incendiada. Colm pede desculpas pela morte do burro e sugere que destruir a casa acabou com a guerra, mas Pádraic informa que só teria acabado se ele tivesse ficado dentro de casa. Quando Colm comenta que não ouviu tiros de rifle do continente recentemente e se pergunta se a Guerra Civil está chegando ao fim, Pádraic responde que tem certeza de que a luta recomeçará em breve porque "algumas coisas não há como seguir em frente e eu acho que é uma coisa boa". Quando Pádraic se vira para sair, Colm agradece por cuidar de Sammy. "A qualquer hora", responde Pádraic. Sem o conhecimento deles, a Sra. McCormick os está observando à distância na cabana incendiada de Colm.

## Elenco
- Colin Farrell como Pádraic Súilleabháin
- Brendan Gleeson como Colm Doherty
- Kerry Condon como Siobhán Súilleabháin
- Barry Keoghan como Dominic Kearney
- Pat Shortt como Jonjo Devine
- Jon Kenny como Gerry
- Gary Lydon como Peadar Kearney
- Sheila Flitton como Sra. McCormick
- David Pearse como o Padre

## Produção
Foi anunciado em fevereiro de 2020 que Martin McDonagh havia decidido seu próximo trabalho como diretor com a Searchlight Pictures, que teria no elenco os atores Brendan Gleeson e Colin Farrell, com quem McDonagh já havia trabalhado em In Bruges. Em agosto de 2021 Barry Keoghan e Kerry Condon juntaram-se ao elenco.
As filmagens principais começaram em agosto de 2021 na ilha de Inishmore, Irlanda. Algumas cenas também foram gravadas na ilha de Achill. As gravações de The Banshees of Inisherin foram concluídas em 23 de outubro de 2021.

## Lançamento
The Banshees of Inisherin estreou no Festival Internacional de Cinema de Veneza em 5 de setembro de 2022, onde foi aplaudido por quinze minutos. e foi exibido no Festival Internacional de Cinema de Toronto no mesmo mês. O filme teve um lançamento limitado nos Estados Unidos em 21 de outubro de 2022.

## Recepção
O filme recebeu críticas positivas dos críticos, que elogiaram as atuações de Farrell, Gleeson, Condon e Keoghan. No agregador de críticas Rotten Tomatoes o filme possui uma aprovação de 97% baseada em 267 resenhas. O consenso do website diz: "Apresentando alguns dos melhores trabalhos de Martin McDonagh e um par de excelentes performances principais, The Banshees of Inisherin é um deleite de mal-estar finamente trabalhado." No Metacritic o filme possui uma média ponderada de 87/100 baseada em sessenta e uma resenhas, indicando "aclamação universal".